# Parafia Matki Bożej Częstochowskiej w London
Parafia Matki Bożej Częstochowskiej w London (ang. Our Lady of Czestochowa Parish) – parafia rzymskokatolicka położona w London, w prowincji Ontario w Kanadzie.
Jest ona parafią wieloetniczną w diecezji London, z mszą św. w j. polskim dla polskich imigrantów.
Ustanowiona w 1953 roku. Jej założycielem był ks. Franciszek Pluta, kierujący nią przez 20 lat. Parafia została dedykowana Matce Bożej Częstochowskiej.

## Historia
Kościół zbudowano pierwszy w London. W latach 80. nastąpił jednak gwałtowny napływ polskiej imigracji, parafia osiągnęła 2000 rodzin. Spowodowało to potrzebę powiększenia kościoła.
16 października 1995 roku rozpoczęła się totalna restauracja i rozbudowa kościoła i 16 czerwca 1996 roku odbyła się pierwsza inauguracyjna msza św. w nowo rozbudowanym i powiększonym kościele. 23 czerwca biskup John Sherlock poświęcił nowo rozbudowany kościół.

## Duszpasterze
- Ks. Franciszek Pluta (1953-1973)
- Ks. Peter Sanczenko (1973-1983)
- Ks. Mitchell Kaminski (1983-1992)
- Ks. Adam Gabriel, CSMA (1992-2005)
- Ks. Stanisław Smoroń, CSMA (2005-2009)
- Ks. Zbigniew Rodzinka, CSMA (2009-obecnie)

## Zakony pomocnicze
- Urszulanki

## Nabożeństwa w j. polskim
- Sobota – 9:00; 17:00
- Niedziela – 8:00; 10:30; 12:15; 17:00